# Hawise de Aumale
Hawise, condesa de Aumale (m. 11 de marzo de 1214), fue la condesa gobernante de Aumale con sus esposos desde 1179 hasta 1194. Fue la hija y heredera de William de Aumale y de Cecily, hija y coheredera de William fitz Duncan. Se convirtió en condesa de Essex por su matrimonio con William de Mandeville, III conde de Essex.

## Biografía
Hawise ya era condesa por derecho propio cuando se casó con William, conde de Essex, el 14 de enero de 1180. Al morir éste a finales de 1189, era «una mujer que resultaba casi un hombre, pues no le faltaba nada viril excepto los órganos masculinos», según la describe el cronista Richard de Devizes. Además de las tierras que heredó en Normandía e Inglaterra (entre ellas el honor de Holderness, al este de Yorkshire), recibió un tercio de las sustanciosas propiedades de Mandeville como parte del usufructo viudal. Después de una viudez de casi un año, volvió a casarse. Su segundo esposo fue Guillermo de Forz (o de Fortibus en latín) de Oleron. El poitevino era uno de los comandantes de la flota cruzada del rey Ricardo I, y, al parecer, fue ese rey quien impuso a la condesa Hawise esta unión.
La condesa tuvo un hijo y futuro heredero, que también se llamó William. Su segundo esposo falleció en 1195. El rey Ricardo la entregó en matrimonio a Balduino de Béthune, un compañero de cruzadas y de cautiverio. Balduino ya había prestado sus servicios al rey Enrique II como embajador ante el conde de Flandes en 1178. El año siguiente, en 1179, él y el conde William de Mandeville acompañaron al rey Felipe II de Francia a Canterbury a visitar la tumba del arzobispo Tomás Becket, recién canonizado.
El rey Enrique le había prometido a Balduino que se casaría con alguna rica heredera, pero el rey Ricardo había decidido entregar en matrimonio a esa heredera a otro. Ricardo cumplió la promesa de su padre con una heredera aún más rica, pero no disfrutaron por mucho tiempo sus tierras de Aumale en Normandía: Felipe II se hizo con Aumale en agosto de 1196 y, desde entonces, permaneció en manos del rey francés. Balduino murió en octubre de 1212. Cuando el rey Juan propuso un cuarto matrimonio, Hawise lo rechazó. Pagó 5000 marcos por su herencia y sus tierras de usufructo viudal, y para «que no se le obligue a casarse». Hacia septiembre de 1213, ya había pagado 1000 libras de esa multa.